# 5080 Oja
5080 Oja este un asteroid din centura principală, descoperit pe 2 martie 1976, de Claes Lagerkvist.